# Archeologia teorica
L'archeologia teorica è un settore dell'archeologia che ha per oggetto lo studio delle teorie archeologiche e delle metodologie di ricerca; di essa è parte integrante il dibattito epistemologico che si è sviluppato a più livelli e su scala globale, almeno a partire dagli anni 1960, con le posizioni degli archeologi processualisti.